# Guldkardinal
Guldkardinal (Pheucticus chrysogaster) är en fågel i familjen kardinaler inom ordningen tättingar.

## Utseende
Guldkardinalen är en mestadels gul fågel med mycket kraftig näbb. Hanen har guldgult på huvud och ovansida, medan vingarna är svarta med tydliga vita teckningar. Honan har likartad teckning, men är mer färglös, brunare och kan ha mörka fläckar på ansikte och hjässa.

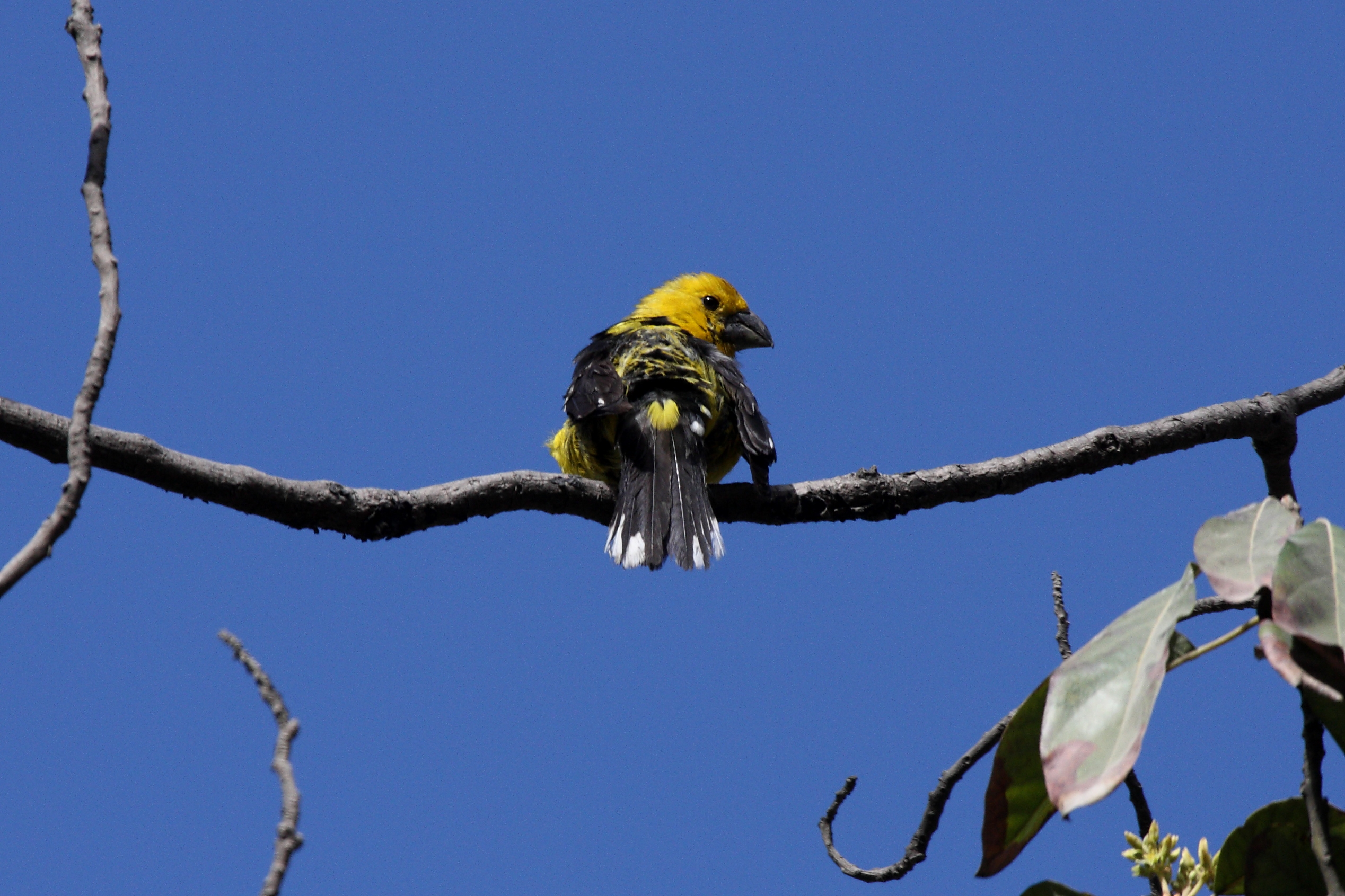

## Utbredning och systematik
Guldkardinal delas in i två underarter med följande utbredning:
- Pheucticus chrysogaster laubmanni – förekommer i bergstrakter i norra Colombia och vid kustnära berg i norra Venezuela
- Pheucticus chrysogaster chrysogaster – förekommer i Anderna i sydvästra Colombia (Nariño) till Ecuador och södra Peru

## Levnadssätt
Guldkardinalen förekommer i en rad olika miljöer, som låglänta lövfällande skogar, molnskog och höglänta skogsområden.

## Status
Arten har ett stort utbredningsområde och beståndet anses stabilt. Internationella naturvårdsunionen IUCN listar den därför som livskraftig (LC).